# Giovanni Broglio
Giovanni Broglio (Airolo, 18 aprile 1874 – Milano, 1956) è stato un architetto italiano, noto per aver progettato i maggiori quartieri operai di Milano fra l'inizio del Novecento e gli anni trenta.

## Biografia
Nacque nel 1876 ad Airolo, nel Canton Ticino, da una famiglia italiana originaria di Trarego; il padre Carlo, operaio impegnato nel cantiere del traforo del Gottardo, morì nel 1889, e il giovane Giovanni si trasferì a Milano per lavorare come manovale.
Nonostante la situazione di grave ristrettezza economica, con notevole impegno si iscrisse a vari corsi di studio serali, acquisendo progressivamente le nozioni tecniche necessarie nel campo dell'architettura e laureandosi infine presso il Regio Istituto Tecnico Superiore (odierno Politecnico) nel 1900. Contemporaneamente, grazie alle sue abilità tecniche, migliorò rapidamente la propria posizione professionale fino a diventare vice-direttore della Cooperativa Lavoranti Muratori, attiva nel settore delle opere pubbliche.
Nel 1901 venne incaricato dalla Camera del Lavoro di svolgere un'indagine sulle condizioni abitative della classe operaia, che rivelò una situazione gravemente deficitaria. I risultati dell'indagine spinsero la Società Umanitaria, attiva nel campo assistenziale, a intraprendere la costruzione di due quartieri di case operaie, i primi a Milano, incaricando della progettazione lo stesso Broglio. 
I due quartieri vennero quindi realizzati nel 1905 in zona Macello, oggi via Solari 40, e nel 1908 in zona Rottole, oggi viale Lombardia: il quartiere di via Solari, denominato Primo quartiere popolare della Società Umanitaria, era costituito di 240 appartamenti fra monolocali, bilocali e trilocali e fu consegnato nel marzo 1906, quando i primi mille occupanti poterono insediarvisi.

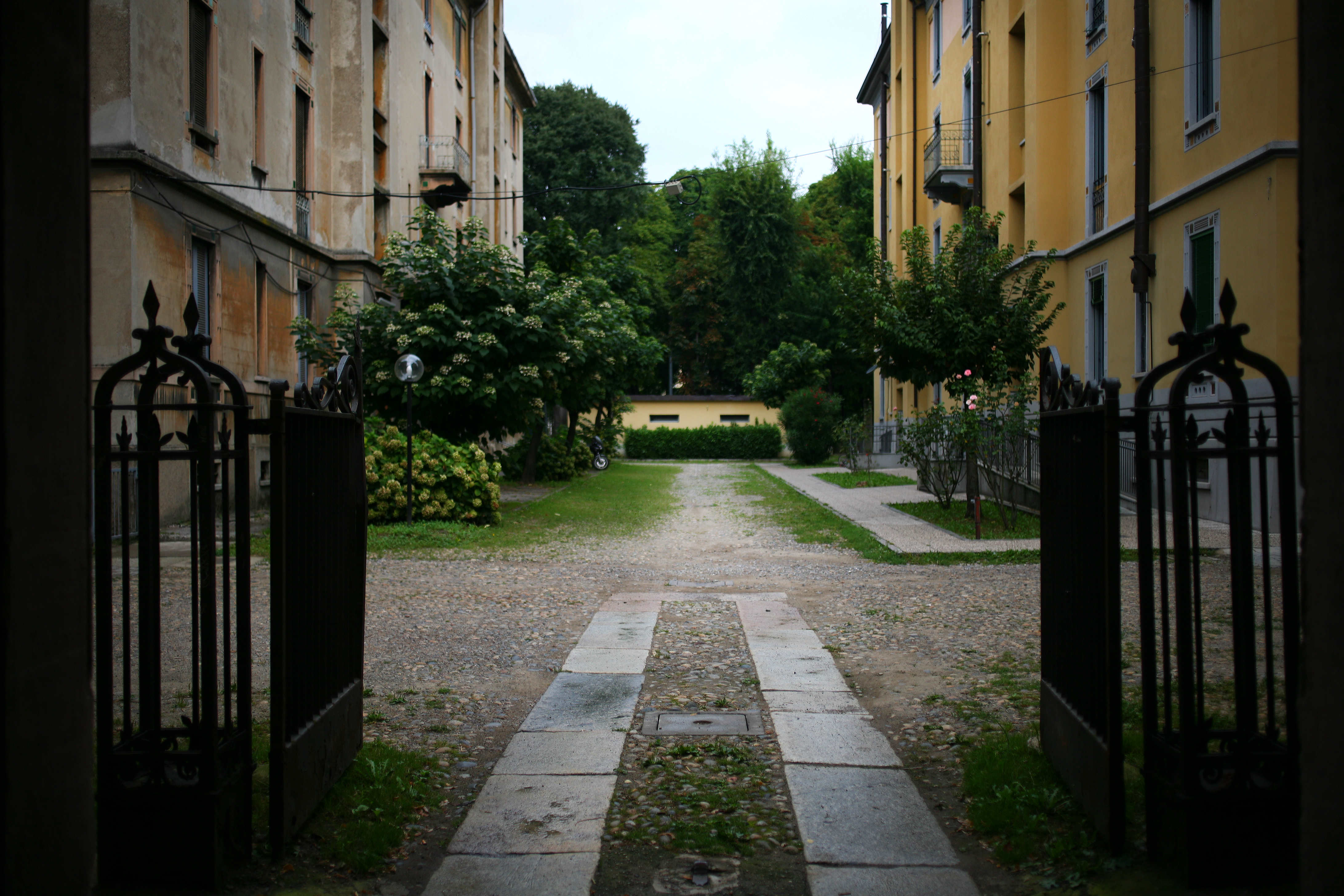
L'ingresso del Primo quartiere popolare di via Solari

La costruzione del secondo quartiere di viale Lombardia ebbe inizio nell'ottobre 1908 e fu terminata nel 1909 con l'erezione di dodici fabbricati su due e tre piani.
Ai due quartieri fece seguito una serie di altri incarichi simili, ad opera di committenti privati e pubblici.
Nel 1912 Broglio venne quindi assunto dall'Istituto Case Popolari (ICP), fondato nel 1908, con l'incarico di dirigere l'ufficio interno di progettazione che si stava costituendo; in tale veste, negli anni successivi progettò un gran numero di quartieri e villaggi di edilizia popolare.
All'attività progettuale Broglio affiancò anche lo studio teorico, presentando con mostre e pubblicazioni gli esempi esteri del nascente Movimento Moderno, a partire dai progetti di Ernst May a Francoforte sul Meno; restò tuttavia scettico sulla possibilità di adottare in Italia gli aspetti formali del razionalismo, che reputava inadatti alle condizioni climatiche dell'Europa meridionale.
Negli anni trenta l'Istituto, ormai divenuto "Fascista e Autonomo" (IFACP), mutò indirizzo e abbracciò con decisione il movimento razionalista; Broglio, ormai sessantenne, fu posto a riposo nel 1934, ma continuò a lavorare come libero professionista, anche presso l'Istituto stesso.
Nel 1943 il suo studio di via Sant'Andrea fu distrutto dai bombardamenti, e andò perduto il suo vasto archivio personale. Ritiratosi a vita privata, si spense a Milano nel 1956; poco dopo la sua scomparsa, il Comune di Milano lo insignì di una Medaglia d'oro alla memoria. Della sua prolifica attività rimangono migliaia di locali di abitazione e più di quaranta quartieri popolari che hanno delineato la storia dell'edilizia popolare milanese.

## Opere principali

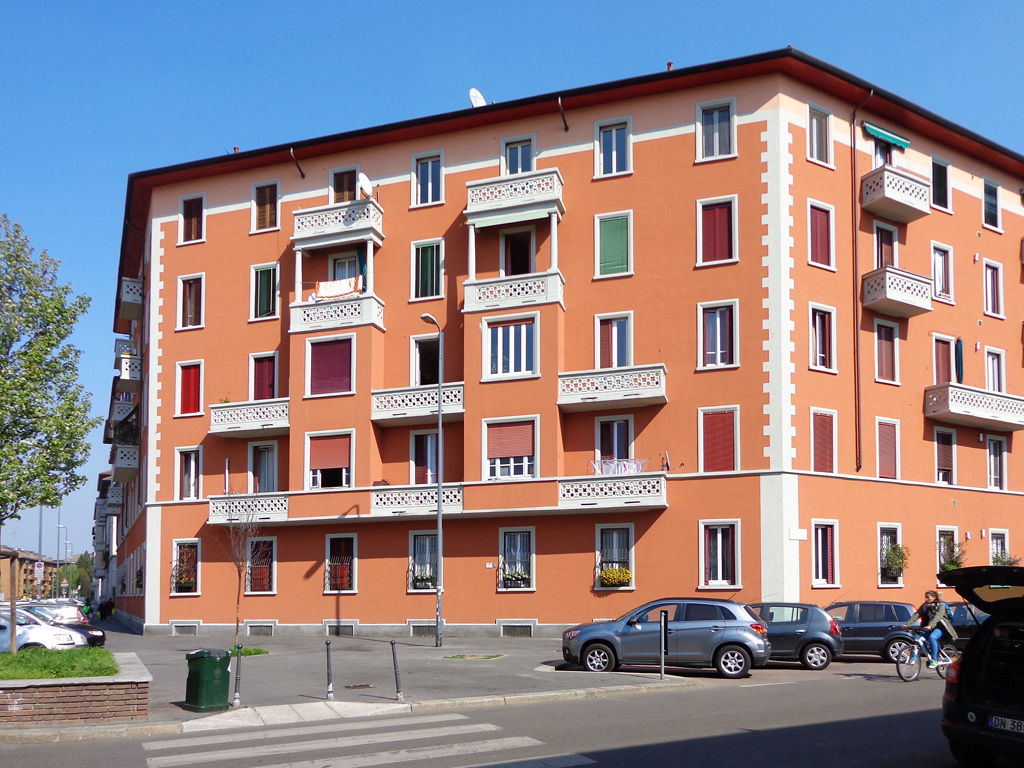
Scorcio del quartiere Villapizzone

- 1905-1906 Primo quartiere popolare della Società Umanitaria in via Solari, Milano[8]
- 1908-1909 Secondo quartiere popolare della Società Umanitaria in viale Lombardia, Milano[9]
- 1908-1912 Quartiere ICP Lulli, Milano[9]
- 1917-1921 Istituto Scientifico Ernesto Breda in viale Sarca, Milano[2]
- 1919-1925 Quartiere ICP Genova, Milano[10]
- 1919-1925 Quartiere ICP Vittoria, Milano[10]
- 1920 Villaggio La Postelegrafonica, Milano[10]
- 1922-1923 Villaggi ICP Tiepolo e Pascoli, Milano[10]
- 1924-1925 Villaggio "Andrea del Sarto", Città Studi: 15 villette in stile Liberty
- 1925-1931 Quartiere ICP Regina Elena, ora Mazzini, Milano[11]
- 1926-1928 Quartiere ICP Villapizzone, Milano[11]
- 1927-1928 Quartiere ICP XXVIII Ottobre, Milano[11]
- 1928-1931 Quartiere ICP Emilio Melloni, Milano[11]
- 1933-1934 Quartiere ICP Cesare Battisti, Milano[12]
- 1938-1944 Quartiere IFACP Renzo e Mario Mina, ora Lorenteggio, Milano[13]